# Nicola Boem
Nicola Boem (né le 27 septembre 1989 à San Donà di Piave, dans la province de Venise en Vénétie) est un coureur cycliste italien.

## Biographie
Le 19 mai 2015, Nicola Boem remporte la 10e étape du Tour d'Italie, en réglant au sprint une échappée de cinq coureurs.
Au mois de juillet 2016 il prolonge le contrat qui le lie à son équipe.

## Palmarès

### Palmarès amateur
- 2006
  - Trofeo Buffoni
- 2007
  - 2e du championnat d'Italie du contre-la-montre juniors
- 2009
  - Memorial Danilo Furlan
  - Memorial Vittime del Vajont
  - 2e du Giro del Belvedere
  - 2e du Tour d'Émilie amateurs
- 2010
  - 6e étape du Tour de la Vallée d'Aoste
  - 3e du Trofeo Franco Balestra
  - 3e du Piccola Sanremo
- 2011
  - Medaglia d'Oro Frare De Nardi
  - Coppa Fiera di Mercatale
  - Giro del Belvedere
  - Medaglia d'Oro Consorzio Marmisti della Valpantena
  - Grand Prix de la ville de Felino
  - Coppa Ciuffenna
  - 2e du Trofeo Franco Balestra
  - 2e du Giro delle Valli Aretine
  - 2e de la Medaglia d'Oro Fiera di Sommacampagna
  - 3e du Mémorial Angelo Fumagalli
  - 3e du Trophée de la ville de Brescia
- 2012
  - Coppa Fiera di Mercatale
  - Trophée Matteotti espoirs
  - Memorial Thomas Casarotto
  - 2e de la Coppa San Geo
  - 2e de la Coppa Caduti di Reda
  - 2e du Trophée Edil C
  - 2e de la Coppa Ciuffenna

### Palmarès professionnel
- 2014
  - 6e étape du Tour du Danemark
- 2015
  - 10e étape du Tour d'Italie

## Résultats sur les grands tours

### Tour d'Italie
5 participations
- 2013 : 137e
- 2014 : 128e
- 2015 : 159e, vainqueur de la 10e étape
- 2016 : 139e
- 2017 : 152e

## Classements mondiaux
| Année            | 2009 | 2010 | 2011 | 2012 | 2013  | 2014 |
| ---------------- | ---- | ---- | ---- | ---- | ----- | ---- |
| UCI America Tour |      |      | 201e |      |       |      |
| UCI Europe Tour  | 417e | 496e | 209e | 406e | 1069e | 436e |